# Anaxagorea brevipedicellata
Anaxagorea brevipedicellata é uma espécie de magnólia. Isso foi descrito pela primeira vez por Timmerman. Anaxagorea brevipedicellata pertence ao gênero Anaxagorea, e família Annonaceae. Não há tipos listados como este.